# Say You Won't Let Go
Say You Won't Let Go is een nummer van de Britse singer-songwriter James Arthur. Het nummer kwam uit als muziekdownload op 9 september 2016 in Engeland en is uitgebracht door Columbia Records als de eerste single van zijn tweede studioalbum Back from the Edge, dat in 2016 uitkwam. Het nummer behaalde de nummer 1-positie in Nederland, Australië, Engeland, Ierland, Nieuw-Zeeland, Schotland en Zweden.

## Tracklijst
| Nr. | Titel                | Duur |
| --- | -------------------- | ---- |
| 1.  | Say You Won't Let Go | 3:31 |

## Videoclip
De bijhorende videoclip van het nummer verscheen op 9 september 2016, tegelijkertijd met de release van het nummer.

## Hitnoteringen

### Nederlandse Top 40
| Hitnotering: 05-11-2016 t/m 13-05-2017 | Hitnotering: 05-11-2016 t/m 13-05-2017 | Hitnotering: 05-11-2016 t/m 13-05-2017 | Hitnotering: 05-11-2016 t/m 13-05-2017 | Hitnotering: 05-11-2016 t/m 13-05-2017 | Hitnotering: 05-11-2016 t/m 13-05-2017 | Hitnotering: 05-11-2016 t/m 13-05-2017 | Hitnotering: 05-11-2016 t/m 13-05-2017 | Hitnotering: 05-11-2016 t/m 13-05-2017 | Hitnotering: 05-11-2016 t/m 13-05-2017 | Hitnotering: 05-11-2016 t/m 13-05-2017 | Hitnotering: 05-11-2016 t/m 13-05-2017 | Hitnotering: 05-11-2016 t/m 13-05-2017 | Hitnotering: 05-11-2016 t/m 13-05-2017 | Hitnotering: 05-11-2016 t/m 13-05-2017 | Hitnotering: 05-11-2016 t/m 13-05-2017 | Hitnotering: 05-11-2016 t/m 13-05-2017 | Hitnotering: 05-11-2016 t/m 13-05-2017 | Hitnotering: 05-11-2016 t/m 13-05-2017 | Hitnotering: 05-11-2016 t/m 13-05-2017 | Hitnotering: 05-11-2016 t/m 13-05-2017 |
| Week:                                  | 1                                      | 2                                      | 3                                      | 4                                      | 5                                      | 6                                      | 7                                      | 8                                      | 9                                      | 10                                     | 11                                     | 12                                     | 13                                     | 14                                     | 15                                     | 16                                     | 17                                     | 18                                     | 19                                     | 20                                     |
| -------------------------------------- | -------------------------------------- | -------------------------------------- | -------------------------------------- | -------------------------------------- | -------------------------------------- | -------------------------------------- | -------------------------------------- | -------------------------------------- | -------------------------------------- | -------------------------------------- | -------------------------------------- | -------------------------------------- | -------------------------------------- | -------------------------------------- | -------------------------------------- | -------------------------------------- | -------------------------------------- | -------------------------------------- | -------------------------------------- | -------------------------------------- |
| Positie:                               | 27                                     | 16                                     | 8                                      | 2                                      | 2                                      | 3                                      | 3                                      | 2                                      | 2                                      | 2                                      | 2                                      | 4                                      | 4                                      | 6                                      | 6                                      | 6                                      | 7                                      | 8                                      | 10                                     | 13                                     |
| Week:                                  | 21                                     | 22                                     | 23                                     | 24                                     | 25                                     | 26                                     | 27                                     | 28                                     |                                        |                                        |                                        |                                        |                                        |                                        |                                        |                                        |                                        |                                        |                                        |                                        |
| Positie:                               | 14                                     | 15                                     | 18                                     | 21                                     | 27                                     | 29                                     | 30                                     | 40                                     | uit                                    |                                        |                                        |                                        |                                        |                                        |                                        |                                        |                                        |                                        |                                        |                                        |

### NederlandseSingle Top 100
| Hitnotering: (Week 1 t/m 38) 15-10-2016 t/m 01-07-2017 Hitnotering: (Week 39) 12-08-2017 Hitnotering: (Week 40 t/m 42) 04-11-2017 t/m 18-11-2017 Hitnotering: (Week 43 t/m 44) 09-12-2017 t/m 16-12-2017 Hitnotering: (Week 45 t/m 46) 06-01-2018 t/m 13-01-2018 Hitnotering: (Week 47) 27-01-2018 Hitnotering: (Week 48) 10-02-2018 Hitnotering: (Week 49) 03-03-2018 Hitnotering: (Week 50) 12-01-2019 | Hitnotering: (Week 1 t/m 38) 15-10-2016 t/m 01-07-2017 Hitnotering: (Week 39) 12-08-2017 Hitnotering: (Week 40 t/m 42) 04-11-2017 t/m 18-11-2017 Hitnotering: (Week 43 t/m 44) 09-12-2017 t/m 16-12-2017 Hitnotering: (Week 45 t/m 46) 06-01-2018 t/m 13-01-2018 Hitnotering: (Week 47) 27-01-2018 Hitnotering: (Week 48) 10-02-2018 Hitnotering: (Week 49) 03-03-2018 Hitnotering: (Week 50) 12-01-2019 | Hitnotering: (Week 1 t/m 38) 15-10-2016 t/m 01-07-2017 Hitnotering: (Week 39) 12-08-2017 Hitnotering: (Week 40 t/m 42) 04-11-2017 t/m 18-11-2017 Hitnotering: (Week 43 t/m 44) 09-12-2017 t/m 16-12-2017 Hitnotering: (Week 45 t/m 46) 06-01-2018 t/m 13-01-2018 Hitnotering: (Week 47) 27-01-2018 Hitnotering: (Week 48) 10-02-2018 Hitnotering: (Week 49) 03-03-2018 Hitnotering: (Week 50) 12-01-2019 | Hitnotering: (Week 1 t/m 38) 15-10-2016 t/m 01-07-2017 Hitnotering: (Week 39) 12-08-2017 Hitnotering: (Week 40 t/m 42) 04-11-2017 t/m 18-11-2017 Hitnotering: (Week 43 t/m 44) 09-12-2017 t/m 16-12-2017 Hitnotering: (Week 45 t/m 46) 06-01-2018 t/m 13-01-2018 Hitnotering: (Week 47) 27-01-2018 Hitnotering: (Week 48) 10-02-2018 Hitnotering: (Week 49) 03-03-2018 Hitnotering: (Week 50) 12-01-2019 | Hitnotering: (Week 1 t/m 38) 15-10-2016 t/m 01-07-2017 Hitnotering: (Week 39) 12-08-2017 Hitnotering: (Week 40 t/m 42) 04-11-2017 t/m 18-11-2017 Hitnotering: (Week 43 t/m 44) 09-12-2017 t/m 16-12-2017 Hitnotering: (Week 45 t/m 46) 06-01-2018 t/m 13-01-2018 Hitnotering: (Week 47) 27-01-2018 Hitnotering: (Week 48) 10-02-2018 Hitnotering: (Week 49) 03-03-2018 Hitnotering: (Week 50) 12-01-2019 | Hitnotering: (Week 1 t/m 38) 15-10-2016 t/m 01-07-2017 Hitnotering: (Week 39) 12-08-2017 Hitnotering: (Week 40 t/m 42) 04-11-2017 t/m 18-11-2017 Hitnotering: (Week 43 t/m 44) 09-12-2017 t/m 16-12-2017 Hitnotering: (Week 45 t/m 46) 06-01-2018 t/m 13-01-2018 Hitnotering: (Week 47) 27-01-2018 Hitnotering: (Week 48) 10-02-2018 Hitnotering: (Week 49) 03-03-2018 Hitnotering: (Week 50) 12-01-2019 | Hitnotering: (Week 1 t/m 38) 15-10-2016 t/m 01-07-2017 Hitnotering: (Week 39) 12-08-2017 Hitnotering: (Week 40 t/m 42) 04-11-2017 t/m 18-11-2017 Hitnotering: (Week 43 t/m 44) 09-12-2017 t/m 16-12-2017 Hitnotering: (Week 45 t/m 46) 06-01-2018 t/m 13-01-2018 Hitnotering: (Week 47) 27-01-2018 Hitnotering: (Week 48) 10-02-2018 Hitnotering: (Week 49) 03-03-2018 Hitnotering: (Week 50) 12-01-2019 | Hitnotering: (Week 1 t/m 38) 15-10-2016 t/m 01-07-2017 Hitnotering: (Week 39) 12-08-2017 Hitnotering: (Week 40 t/m 42) 04-11-2017 t/m 18-11-2017 Hitnotering: (Week 43 t/m 44) 09-12-2017 t/m 16-12-2017 Hitnotering: (Week 45 t/m 46) 06-01-2018 t/m 13-01-2018 Hitnotering: (Week 47) 27-01-2018 Hitnotering: (Week 48) 10-02-2018 Hitnotering: (Week 49) 03-03-2018 Hitnotering: (Week 50) 12-01-2019 | Hitnotering: (Week 1 t/m 38) 15-10-2016 t/m 01-07-2017 Hitnotering: (Week 39) 12-08-2017 Hitnotering: (Week 40 t/m 42) 04-11-2017 t/m 18-11-2017 Hitnotering: (Week 43 t/m 44) 09-12-2017 t/m 16-12-2017 Hitnotering: (Week 45 t/m 46) 06-01-2018 t/m 13-01-2018 Hitnotering: (Week 47) 27-01-2018 Hitnotering: (Week 48) 10-02-2018 Hitnotering: (Week 49) 03-03-2018 Hitnotering: (Week 50) 12-01-2019 | Hitnotering: (Week 1 t/m 38) 15-10-2016 t/m 01-07-2017 Hitnotering: (Week 39) 12-08-2017 Hitnotering: (Week 40 t/m 42) 04-11-2017 t/m 18-11-2017 Hitnotering: (Week 43 t/m 44) 09-12-2017 t/m 16-12-2017 Hitnotering: (Week 45 t/m 46) 06-01-2018 t/m 13-01-2018 Hitnotering: (Week 47) 27-01-2018 Hitnotering: (Week 48) 10-02-2018 Hitnotering: (Week 49) 03-03-2018 Hitnotering: (Week 50) 12-01-2019 | Hitnotering: (Week 1 t/m 38) 15-10-2016 t/m 01-07-2017 Hitnotering: (Week 39) 12-08-2017 Hitnotering: (Week 40 t/m 42) 04-11-2017 t/m 18-11-2017 Hitnotering: (Week 43 t/m 44) 09-12-2017 t/m 16-12-2017 Hitnotering: (Week 45 t/m 46) 06-01-2018 t/m 13-01-2018 Hitnotering: (Week 47) 27-01-2018 Hitnotering: (Week 48) 10-02-2018 Hitnotering: (Week 49) 03-03-2018 Hitnotering: (Week 50) 12-01-2019 | Hitnotering: (Week 1 t/m 38) 15-10-2016 t/m 01-07-2017 Hitnotering: (Week 39) 12-08-2017 Hitnotering: (Week 40 t/m 42) 04-11-2017 t/m 18-11-2017 Hitnotering: (Week 43 t/m 44) 09-12-2017 t/m 16-12-2017 Hitnotering: (Week 45 t/m 46) 06-01-2018 t/m 13-01-2018 Hitnotering: (Week 47) 27-01-2018 Hitnotering: (Week 48) 10-02-2018 Hitnotering: (Week 49) 03-03-2018 Hitnotering: (Week 50) 12-01-2019 | Hitnotering: (Week 1 t/m 38) 15-10-2016 t/m 01-07-2017 Hitnotering: (Week 39) 12-08-2017 Hitnotering: (Week 40 t/m 42) 04-11-2017 t/m 18-11-2017 Hitnotering: (Week 43 t/m 44) 09-12-2017 t/m 16-12-2017 Hitnotering: (Week 45 t/m 46) 06-01-2018 t/m 13-01-2018 Hitnotering: (Week 47) 27-01-2018 Hitnotering: (Week 48) 10-02-2018 Hitnotering: (Week 49) 03-03-2018 Hitnotering: (Week 50) 12-01-2019 | Hitnotering: (Week 1 t/m 38) 15-10-2016 t/m 01-07-2017 Hitnotering: (Week 39) 12-08-2017 Hitnotering: (Week 40 t/m 42) 04-11-2017 t/m 18-11-2017 Hitnotering: (Week 43 t/m 44) 09-12-2017 t/m 16-12-2017 Hitnotering: (Week 45 t/m 46) 06-01-2018 t/m 13-01-2018 Hitnotering: (Week 47) 27-01-2018 Hitnotering: (Week 48) 10-02-2018 Hitnotering: (Week 49) 03-03-2018 Hitnotering: (Week 50) 12-01-2019 | Hitnotering: (Week 1 t/m 38) 15-10-2016 t/m 01-07-2017 Hitnotering: (Week 39) 12-08-2017 Hitnotering: (Week 40 t/m 42) 04-11-2017 t/m 18-11-2017 Hitnotering: (Week 43 t/m 44) 09-12-2017 t/m 16-12-2017 Hitnotering: (Week 45 t/m 46) 06-01-2018 t/m 13-01-2018 Hitnotering: (Week 47) 27-01-2018 Hitnotering: (Week 48) 10-02-2018 Hitnotering: (Week 49) 03-03-2018 Hitnotering: (Week 50) 12-01-2019 | Hitnotering: (Week 1 t/m 38) 15-10-2016 t/m 01-07-2017 Hitnotering: (Week 39) 12-08-2017 Hitnotering: (Week 40 t/m 42) 04-11-2017 t/m 18-11-2017 Hitnotering: (Week 43 t/m 44) 09-12-2017 t/m 16-12-2017 Hitnotering: (Week 45 t/m 46) 06-01-2018 t/m 13-01-2018 Hitnotering: (Week 47) 27-01-2018 Hitnotering: (Week 48) 10-02-2018 Hitnotering: (Week 49) 03-03-2018 Hitnotering: (Week 50) 12-01-2019 | Hitnotering: (Week 1 t/m 38) 15-10-2016 t/m 01-07-2017 Hitnotering: (Week 39) 12-08-2017 Hitnotering: (Week 40 t/m 42) 04-11-2017 t/m 18-11-2017 Hitnotering: (Week 43 t/m 44) 09-12-2017 t/m 16-12-2017 Hitnotering: (Week 45 t/m 46) 06-01-2018 t/m 13-01-2018 Hitnotering: (Week 47) 27-01-2018 Hitnotering: (Week 48) 10-02-2018 Hitnotering: (Week 49) 03-03-2018 Hitnotering: (Week 50) 12-01-2019 | Hitnotering: (Week 1 t/m 38) 15-10-2016 t/m 01-07-2017 Hitnotering: (Week 39) 12-08-2017 Hitnotering: (Week 40 t/m 42) 04-11-2017 t/m 18-11-2017 Hitnotering: (Week 43 t/m 44) 09-12-2017 t/m 16-12-2017 Hitnotering: (Week 45 t/m 46) 06-01-2018 t/m 13-01-2018 Hitnotering: (Week 47) 27-01-2018 Hitnotering: (Week 48) 10-02-2018 Hitnotering: (Week 49) 03-03-2018 Hitnotering: (Week 50) 12-01-2019 | Hitnotering: (Week 1 t/m 38) 15-10-2016 t/m 01-07-2017 Hitnotering: (Week 39) 12-08-2017 Hitnotering: (Week 40 t/m 42) 04-11-2017 t/m 18-11-2017 Hitnotering: (Week 43 t/m 44) 09-12-2017 t/m 16-12-2017 Hitnotering: (Week 45 t/m 46) 06-01-2018 t/m 13-01-2018 Hitnotering: (Week 47) 27-01-2018 Hitnotering: (Week 48) 10-02-2018 Hitnotering: (Week 49) 03-03-2018 Hitnotering: (Week 50) 12-01-2019 | Hitnotering: (Week 1 t/m 38) 15-10-2016 t/m 01-07-2017 Hitnotering: (Week 39) 12-08-2017 Hitnotering: (Week 40 t/m 42) 04-11-2017 t/m 18-11-2017 Hitnotering: (Week 43 t/m 44) 09-12-2017 t/m 16-12-2017 Hitnotering: (Week 45 t/m 46) 06-01-2018 t/m 13-01-2018 Hitnotering: (Week 47) 27-01-2018 Hitnotering: (Week 48) 10-02-2018 Hitnotering: (Week 49) 03-03-2018 Hitnotering: (Week 50) 12-01-2019 | Hitnotering: (Week 1 t/m 38) 15-10-2016 t/m 01-07-2017 Hitnotering: (Week 39) 12-08-2017 Hitnotering: (Week 40 t/m 42) 04-11-2017 t/m 18-11-2017 Hitnotering: (Week 43 t/m 44) 09-12-2017 t/m 16-12-2017 Hitnotering: (Week 45 t/m 46) 06-01-2018 t/m 13-01-2018 Hitnotering: (Week 47) 27-01-2018 Hitnotering: (Week 48) 10-02-2018 Hitnotering: (Week 49) 03-03-2018 Hitnotering: (Week 50) 12-01-2019 |
| Week: | 1 | 2 | 3 | 4 | 5 | 6 | 7 | 8 | 9 | 10 | 11 | 12 | 13 | 14 | 15 | 16 | 17 | 18 | 19 | 20 |
| --- | --- | --- | --- | --- | --- | --- | --- | --- | --- | --- | --- | --- | --- | --- | --- | --- | --- | --- | --- | --- |
| Positie: | 58 | 38 | 18 | 12 | 5 | 2 | 1 | 3 | 2 | 2 | 2 | 5 | 4 | 5 | 4 | 4 | 6 | 5 | 7 | 9 |
| Week: | 21 | 22 | 23 | 24 | 25 | 26 | 27 | 28 | 29 | 30 | 31 | 32 | 33 | 34 | 35 | 36 | 37 | 38 | | 39 |
| Positie: | 11 | 22 | 16 | 35 | 39 | 36 | 36 | 32 | 43 | 45 | 39 | 49 | 61 | 74 | 68 | 85 | 89 | 100 | uit | 88 |
| Week: | | 40 | 41 | 42 | | 43 | 44 | | 45 | 46 | | 47 | | 48 | | 49 | | 50 | | |
| Positie: | uit | 91 | 91 | 82 | uit | 87 | 93 | uit | 88 | 68 | uit | 83 | uit | 88 | uit | 92 | uit | 100 | | |

### NederlandseMega Top 50
| Hitnotering: 29-10-2016 t/m 20-05-2017 | Hitnotering: 29-10-2016 t/m 20-05-2017 | Hitnotering: 29-10-2016 t/m 20-05-2017 | Hitnotering: 29-10-2016 t/m 20-05-2017 | Hitnotering: 29-10-2016 t/m 20-05-2017 | Hitnotering: 29-10-2016 t/m 20-05-2017 | Hitnotering: 29-10-2016 t/m 20-05-2017 | Hitnotering: 29-10-2016 t/m 20-05-2017 | Hitnotering: 29-10-2016 t/m 20-05-2017 | Hitnotering: 29-10-2016 t/m 20-05-2017 | Hitnotering: 29-10-2016 t/m 20-05-2017 | Hitnotering: 29-10-2016 t/m 20-05-2017 | Hitnotering: 29-10-2016 t/m 20-05-2017 | Hitnotering: 29-10-2016 t/m 20-05-2017 | Hitnotering: 29-10-2016 t/m 20-05-2017 | Hitnotering: 29-10-2016 t/m 20-05-2017 | Hitnotering: 29-10-2016 t/m 20-05-2017 | Hitnotering: 29-10-2016 t/m 20-05-2017 | Hitnotering: 29-10-2016 t/m 20-05-2017 | Hitnotering: 29-10-2016 t/m 20-05-2017 | Hitnotering: 29-10-2016 t/m 20-05-2017 |
| Week:                                  | 1                                      | 2                                      | 3                                      | 4                                      | 5                                      | 6                                      | 7                                      | 8                                      | 9                                      | 10                                     | 11                                     | 12                                     | 13                                     | 14                                     | 15                                     | 16                                     | 17                                     | 18                                     | 19                                     | 20                                     |
| -------------------------------------- | -------------------------------------- | -------------------------------------- | -------------------------------------- | -------------------------------------- | -------------------------------------- | -------------------------------------- | -------------------------------------- | -------------------------------------- | -------------------------------------- | -------------------------------------- | -------------------------------------- | -------------------------------------- | -------------------------------------- | -------------------------------------- | -------------------------------------- | -------------------------------------- | -------------------------------------- | -------------------------------------- | -------------------------------------- | -------------------------------------- |
| Positie:                               | 36                                     | 35                                     | 13                                     | 4                                      | 4                                      | 8                                      | 3                                      | 4                                      | 4                                      | 4                                      | 2                                      | 3                                      | 4                                      | 4                                      | 3                                      | 3                                      | 6                                      | 7                                      | 7                                      | 8                                      |
| Week:                                  | 21                                     | 22                                     | 23                                     | 24                                     | 25                                     | 26                                     | 27                                     | 28                                     | 29                                     | 30                                     |                                        |                                        |                                        |                                        |                                        |                                        |                                        |                                        |                                        |                                        |
| Positie:                               | 5                                      | 21                                     | 32                                     | 37                                     | 37                                     | 41                                     | 41                                     | 42                                     | 44                                     | 49                                     | uit                                    |                                        |                                        |                                        |                                        |                                        |                                        |                                        |                                        |                                        |

### NPO Radio 2 Top 2000
| Nummer met noteringen in de NPO Radio 2 Top 2000 | '17  | '18  |
| ------------------------------------------------ | ---- | ---- |
| Say You Won't Let Go                             | 1840 | 1966 |

1. ↑  Een vetgedrukt getal geeft de hoogste notering aan.
2. ↑  2017 was het eerste jaar met een notering voor dit nummer.
3. ↑  Deze tabel is bijgewerkt tot en met de laatste editie (2024).

## Releasedata
| Land                | Releasedatum     | Formaat        | Label    |
| ------------------- | ---------------- | -------------- | -------- |
| Verenigd Koninkrijk | 9 september 2016 | Muziekdownload | Columbia |